# Ignacio Zaragoza 1ra. Sección
Ignacio Zaragoza 1ra. Sección är en ort i Mexiko.   Den ligger i kommunen Comalcalco och delstaten Tabasco, i den sydöstra delen av landet, 600 km öster om huvudstaden Mexico City. Ignacio Zaragoza 1ra. Sección ligger 8 meter över havet och antalet invånare är 1 052.
Terrängen runt Ignacio Zaragoza 1ra. Sección är mycket platt. Runt Ignacio Zaragoza 1ra. Sección är det ganska tätbefolkat, med 179 invånare per kvadratkilometer. Närmaste större samhälle är Comalcalco, 14,0 km sydost om Ignacio Zaragoza 1ra. Sección. Trakten runt Ignacio Zaragoza 1ra. Sección består till största delen av jordbruksmark.